# سینمای بنگلادش
سینمای بنگلادش (انگلیسی: Cinema of Bangladesh) که با نام غیررسمی دالیوود نیز شناخته می‌شود، به صنعت فیلمسازی در کشور بنگلادش اشاره دارد. «دالیوود» اختصار دو کلمهٔ داکا و هالیوود است. نخستین فیلم بنگالی زبان چهره و نقاب نام دارد که در سال ۱۹۵۶ و در پاکستان شرقی تولید شد.
بنگلادش در موسیقی، معماری و مجسمه‌سازی و نقاشی پیشینه‌ای غنی دارد. ادبیات بنگالی از زبان و ادبیات فارسی نیز تأثیر بسیاری گرفته‌است. با اینهمه سینمای بنگلادش باید به دوره قبل از استقلال این کشور از پاکستان و همچنین ۴ دهه اخیر بررسی شود.

## پیشینه
سینما در سرزمین فعلی بنگلادش در ۲۴ آوریل سال ۱۸۹۸ در داکا پایه‌گذاری شد. یک شرکت انگلیسی موسوم به برادفورد در این شهر یک سالن نمایش ایجاد کرد. تا حدود ۱۵ سال پس از آن، این سالن محل نمایش فیلم‌های خبری هندی و انگلیسی و همچنین اجرای نمایش بود.
از ۱۹۱۳ تا ۱۹۲۰ اولین قدم‌ها برای تولید فیلم‌های بنگالی توسط انگلیسی‌ها برداشته شد. در ۱۹۳۱ فیلم‌های آخرین بوسه و کولی با بازیگران بومی اهل داکا ساخته شد. اما پیش از آن اولین فیلم بنگالی صامت با نام عافیت جهان در سال ۱۹۲۰ با حمایت خانواده سلطنتی ساخته شده بود. اسناد قدیمی کتابخانه ملی داکا گویای رونق فرهنگ و هنر در این بازه زمانی است و این شواهد نشان می‌دهد، بیش از ۸۰ سالن فعال تئاتر و نمایش در داکا به کار مشغول بودند.

## بعد از استقلال
از۱۹۴۷ با استقلال پاکستان از هند و پس از آن با استقلال بنگلادش در سال ۱۹۷۱ و تا یک دهه بعد از آن به لحاظ ناآرامی‌های سیاسی و درگیری‌های قومی سینمای این کشور نیز رو به افول نهاد. اگرچه فیلم چهره و نقاب به عنوان اولین فیلم بنگالی زبان تاریخ سینمای بنگلادش در سال ۱۹۵۶ تولید گردید. از سینماگران بنگالی قدیمی و بسیار مشهور باید از زهیر ریحان نام برد. مهمترین اثر او مستند توقف نسل کشی محصول ۱۹۷۱ است که در کشاکش جنگ استقلال این کشور ساخته شد. از هم نسل‌های ریحان، کاشی نظر اسلام نیز قابل ذکر است. یکی از مهمترین ساخته‌های این فیلمساز پس از بزرگترین ابرها محصول ۲۰۰۴ نام دارد که از پرفروش‌ترین تولیدات تاریخ سینمای بنگلادش است.

## آغاز دالیوود
عصر طلایی سینمای بنگلادش از دهه ۹۰ شروع می‌شود. سینمای این کشور دالیوود نام گرفت و با حمایت بخش خصوصی و کمک‌های چشمگیر دولت این صنعت قوام یافت. دالیوود با پیشینه ۳۰ ساله یک کپی از بالیوود و سینمای هند است. این نوع سینما برای مردم بنگلادش با اقبال مواجه شده ضمن اینکه عمده دولت‌های مستقر در این کشور بسته به بضاعت مالی و بودجه فرهنگی توجه کافی و حمایت‌های مالی خاصی از بدنه سینمایی این کشور داشته‌اند. سوبسید سینما به گونه‌ای بوده که تا سال ۲۰۱۱ قیمت بلیط سینما حدود ۱۵۰ تومان بوده‌است. قیمت بسیار کم بلیط سینما در این کشور یکی از دلایل استقبال مردم از تولیدات سینمایی بومی و همچنین اکران‌های خارجی است. تنوع ژانر نیز در آثار بومی سینمای بنگلادش زیاد است. نرخ تولیدات ژانر جنایی و معمایی و پلیسی در کنار ژانر درام اجتماعی زیاد است. با توجه به کپی‌برداری مطلق دالیوود از بالیوود بالاترین هزینه تولید یک فیلم بین ۱۰ تا ۱۰۰ هزار دلار است.
از فیلم‌سازان این دوره، منتظر رحمان اکبر با فیلم قهرمان برتر محصول ۲۰۱۰ و تنویر مکمل با فیلم قهرمان بی صدا محصول۲۰۰۷ قابل اشاره‌اند. نسل جدید سینمای بنگلادش در سالهای اخیر بسیار پرکار شده‌اند. تولید فیلم‌های بنگالی فقط مصرف داخلی ندارد و حوزه هند و پاکستان و حتی نپال را نیز در برمی‌گیرد. از فیلمسازان نسل جدید دالیوود مصطفی سرور فروکی با فیلم داستان مگس محصول ۲۰۱۳ قابل ذکر هست.

## جشنواره‌های سینمایی

جایزه ملی فیلم بنگلادش

سینمای بنگلادش دارای چند جشنواره فیلم و جایزه سینمایی است. جشنواره بین‌المللی فیلم داکا (انگلیسی: Dhaka International Film Festival) در سال ۱۹۹۲ با همکاری انجمن فیلم رنگین کمان و با شعار 'فیلم برتر، تماشاچی برتر و جامعه برتر' آغاز به کارکرد و از سال ۱۹۹۵ به صورت دوسالانه فعالیت خود را ادامه داد. این جشنواره که از ۱۲ تا ۲۲ ژانویه در شهر داکا برگزار می‌شود.
جایزه ملی فیلم (بنگالی: জাতীয় চলচ্চিত্র পুরস্কার) نامِ مهمترین جایزه سینمایی در کشور بنگلادش است که از سال ۱۹۷۵ میلادی، به برترین‌های سینمای این کشور اهدا شده‌است. این جایزه توسط دولت بنگلادش بنیان نهاده شده و اعضای هیئت داوران، توسط دولت این کشور تعیین می‌شوند و مراسم آن همه‌ساله در شهر داکا برگزار می‌گردد. از سال ۲۰۰۹ میلادی یک جایزه جدید به نام «یک عمر دستاورد هنری» به این سری جوایز اضافه شده‌است.

## آمار و ارقام
در بنگلادش ۲۳۰ سالن سینمای فعال وجود دارد. سرانه تولید فیلم در این کشور ۹۰ فیلم بلند است و جمعیت سینماروی آن سالیانه حدود ۴۷ میلیون نفر برآورد شده‌است.